# Krajowy Ośrodek Zapobiegania Zachowaniom Dyssocjalnym
Krajowy Ośrodek Zapobiegania Zachowaniom Dyssocjalnym (wcześniej pod nazwą Regionalny Ośrodek Psychiatrii Sądowej w Gostyninie) – podmiot leczniczy prowadzący zakład leczniczy typu zamkniętego, mieszczący się w Gostyninie w województwie mazowieckim. 
Przedmiotem jego działalności jest szeroko pojęta psychiatria sądowa, oraz terapia osób z zaburzeniami mogącymi powodować wysokie prawdopodobieństwo popełnienia czynu zabronionego zagrażającego życiu, zdrowiu lub wolności seksualnej innych osób. Podstawą działania Ośrodka jest między innymi Ustawa z dnia 22 listopada 2013 roku (tzw. ustawa o bestiach). O tej ustawie, oraz o sytuacji osób przebywających w Ośrodku kilkakrotnie wypowiadał się m.in. Rzecznik Praw Obywatelskich.
Wśród pensjonariuszy Ośrodka znajdowali się m.in. Mariusz Trynkiewicz – zabójca czterech chłopców z Piotrkowa Trybunalskiego, zwany "Szatanem z Piotrkowa" (zm. 9 stycznia 2025), Henryk Kukuła – również zabójca czterech chłopców, zwany "Monstrum z Chorzowa" oraz Leszek Pękalski – nazywany "Wampirem z Bytowa".